# Piccolo (fluit)
De piccolo of kleine fluit is de - niet geheel correcte maar wel veelgebruikte - naam voor de sopranino-dwarsfluit, die, evenals de dwarsfluit, bespeeld wordt door dwars over het mondstuk te blazen. De oorspronkelijke Italiaanse naam luidt flauto piccolo (kleine fluit); in modern Italiaans heet de piccolo ottavino - "octaaf(fluit)je".
Moderne piccolo's zijn net als de gewone dwarsfluit C-instrumenten. Het is een octaverend instrument: noten voor piccolo worden een octaaf lager genoteerd dan ze klinken. Daardoor kan de piccolo in principe met dezelfde grepen bespeeld worden als de dwarsfluit, maar klinkt dan een octaaf hoger. Er zijn ook piccolo's in Des, die met name in militaire muziek gebruikt werden. De beroemde piccolosolo in de laatste herhaling van het trio van de mars Stars and Stripes Forever van John Philip Sousa is voor zo'n des-piccolo geschreven. 

## Verschillen ten opzichte van de dwarsfluit
De piccolo is uitgevonden door Johann Christoph Denner. De moderne piccolo verschilt, behalve uiteraard in grootte, enigszins van de moderne dwarsfluit. Het kopstuk is cilindrisch en niet conisch, en het corpus is conisch (smaller bij het uiteinde dan aan de kant van het kopstuk), net als bij de traverso. Verder ontbreekt bij de piccolo de zogenaamde Briccialdi-bes, en is het "bes-gat" dubbel uitgevoerd, waardoor een extra mechanisme nodig is om de gis3 (klinkend gis4) zuiver te kunnen spelen. Slechts één bouwer experimenteert met een Briccialdi-bes op de piccolo. Verder heeft de piccolo geen voetstuk, waardoor het bereik in de laagte reikt tot d1 (klinkend d2). In de hoogte is het bereik in beginsel hetzelfde als dat van de dwarsfluit, waarbij uiteraard elke noot een octaaf hoger klinkt dan bij de dwarsfluit.

## Repertoire
De piccolo klinkt in de laagte nogal zacht, en in de hoogte gemakkelijk hard en schel. Het is lastig expressief te spelen op een piccolo. Dit maakt het instrument wat minder geschikt voor kamermuziek.
Er zijn soloconcerten voor piccolo, waarvan de drie concerten voor "flautino" van Antonio Vivaldi (2 in C groot en 1 in a klein) het bekendst zijn. Het lijkt echter waarschijnlijk dat deze concerten niet voor een kleine dwarsfluit zijn geschreven, maar voor de blokfluit. Andere soloconcerten zijn onder andere van de hand van Lowell Liebermann, Sir Peter Maxwell Davies, Todd Goodman, Martin Amlin, Will Gay Bottje, Bruce Broughton, Valentino Bucchi, Avner Dorman, Jean Doué, Michael Easton, Egil Hovland, Guus Janssen, Tilo Medek, Dexter Morrill, Raymond Niverd, Daniel Pinkham, Thomas Schudel en Allan Stephenson. Graham Waterhouse schreef een kwintet voor piccolo en strijkkwartet.
In het symfonieorkest en harmonieorkest wordt de piccolo vooral veel gebruikt als kleurinstrument, meestal van de melodie in de houtblazers en/of de strijkers. Als kleinste instrument van het orkest kan het in de hoogte prima boven het orkest uitkomen. Maurice Ravel en Dmitri Sjostakovitsj schreven ook solo's in het lage register van de piccolo, met een houtige, lichte en pastorale kleur. De noten voor de piccolo staan wel in de partij van de 2e of 3e fluitist, die dan afwiselend fluit of piccolo moet spelen. Grotere orkesten hebben doorgaans een speciale solo-piccolist. 
Bekende orkestwerken met een prominente piccolopartij zijn:
- Béla Bartók - Concert voor Orkest
- Ludwig van Beethoven - symfonie nr. 5 en symfonie nr. 9
- Hector Berlioz - Symphonie fantastique
- Alexander Borodin - Polovtiaanse Dansen (uit zijn opera "Prins Igor")
- Maurice Ravel - Boléro; Daphnis et Chloé; Ma Mère l'Oye en Pianoconcert in G
- Nikolaj Rimski-Korsakov - Sjeherazade
- Dmitri Sjostakovitsj - symfonie nr. 5, symfonie nr. 6, symfonie nr. 9 en symfonie nr. 10
- John Sousa - Stars and Stripes Forever
- Igor Stravinsky - De vuurvogel en Petroesjka
- Pjotr Iljitsj Tsjaikovski - symfonie nr. 4